# Karl Piutti

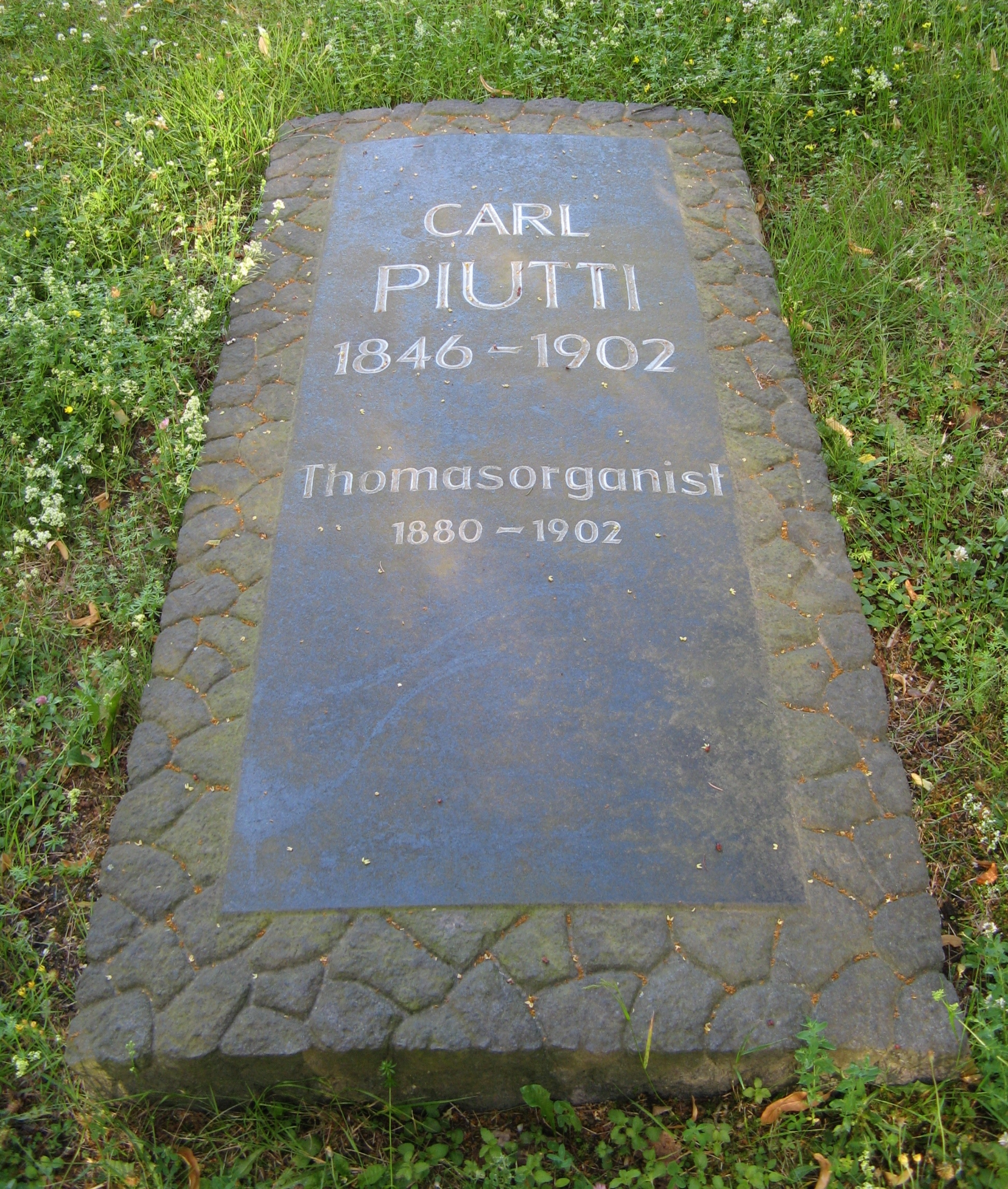
Piuttis gravsten på kyrkogården Südfriedhof i Leipzig

Karl Piutti, (eller Carl Piutti), född 30 april 1846 i Elgersburg, död 17 juni 1902 i Leipzig, var en tonsättare, musikpedagog, kyrkomusiker, orgelvirtuos och musikkritiker.
Han påbörjade först teologistudier, men avbröt dessa för att studera musik vid först konservatoriet i Köln. Från 1869 till 1871 fortsatte han studierna vid musikkonservatoriet i Leipzig, där han bland annat studerade för Carl Reinecke. Som orgel- och musikteorilärare kom Piutti själv att verka där från och med 1875 till sin död 1902. 
Sedan 1880 var han dessutom organist i Thomaskyrkan i Leipzig, kyrkan där både Johann Sebastian Bach varit kantor mer än hundra år tidigare och senare Karl Straube blev Piuttis efterträdare. För sin samtid blev Piutti såsom orgelvirtuos särskilt känd för sin improvisationskonst.
Han komponerade ungefär tvåhundra preludier, en Bröllopssonat, ett stycke med titeln Pfingstfeier, motetter, solosånger, samt piano- och orgelstycken.

## Verklista (urval)
- Körverk:
  - Zwei Psalmen op. 30
    - Das ist mir lieb (Psaltaren 116)
    - Jauchzet dem Herrn (Psaltaren 100)

  - Zwei Motetten op. 33
    - Selig sind die Toten
    - Die auf den Herrn harren
- Orgelverk:
  - Fest-Hymnus op.20  (1889)
  - Orgelsonat  g-moll op.22  (1891)